# Héctor Eduardo Vargas Bastidas

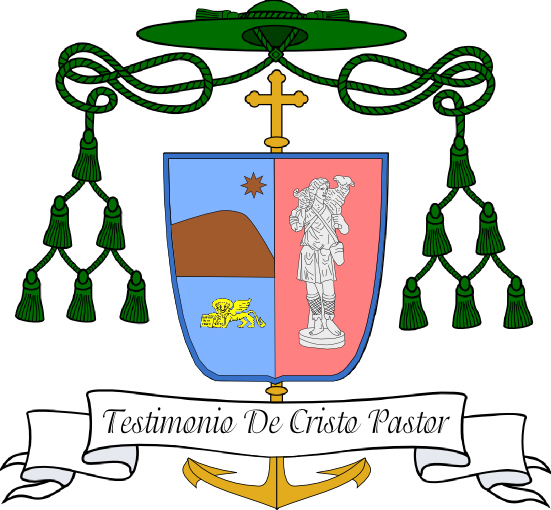
Bischofswappen von Héctor Eduardo Vargas Bastidas

Héctor Eduardo Vargas Bastidas SDB (* 29. Dezember 1951 in Valdivia, Región de los Ríos; † 7. März 2022 in Temuco) war ein chilenischer Ordensgeistlicher und römisch-katholischer Bischof von Temuco.

## Leben
Héctor Eduardo Vargas besuchte die Salesianerschule in Valdivia und trat dann in das Seminar der Salesianer Don Boscos in Santiago de Chile ein und wurde Mitglied dieser Ordensgemeinschaft. Er studierte an der Päpstlichen Katholischen Universität von Chile Philosophie und Theologie und legte 1972 seine ersten und 1978 die ewigen Ordensgelübde ab. Am 15. Juli 1978 spendete ihm sein Novizenmeister Tomás Osvaldo González Morales, inzwischen Bischof von Punta Arenas, die Priesterweihe. Er wirkte in der Folgezeit von 1979 bis 1984 als Seelsorger an verschiedenen salesianischen Schulen in Punta Arenas, Talca und Santiago de Chile. Von 1982 bis 1984 war er im Bistum Punta Arenas Bischofsvikar für die Jugendpastoral. Von 1987 bis 1988 wirkte er als Ausbilder im Studienhaus für die Brüder mit zeitlicher Profess in Santiago de Chile. Von 1989 bis 1990 war er Direktor der salesianischen Landwirtschaftsschule von Linares und Bischofsvikar für die Erziehung im Bistum Linares. Von 1991 bis 1993 nahm er die Aufgabe des Provinzialrats und Provinzbeauftragen für die Jugendpastoral und Erziehung der chilenischen Provinz der Salesianer Don Boscos war. Von 1994 bis 1996 war er Rektor der Kirche Gratitud Nacional al Sagrado Corazón de Jesús in Santiago de Chile. Von 1997 bis 1999 wirkte er dort als Rektor des Salesianergymnasiums De la Alameda. Von 2000 bis 2001 war er erneut Provinzialrat und Provinzbeauftragter für die Jugendpastoral und Erziehung seiner Provinz. 1997 war er zum Präsidenten der Federazione delle Istituzioni di Educazione Particolare in Chile gewählt worden. Schließlich wirkte er von 2001 an als Provinzvikar.
Während seiner Studienzeit hatte er auch den Magistertitel in Pädagogik an der Päpstlichen Universität der Salesianer in Rom erworben.
Am 25. November 2003 ernannte ihn Papst Johannes Paul II. zum Bischof von San Marcos de Arica. Die Bischofsweihe spendete ihm Francisco Javier Kardinal Errázuriz Ossa am 4. Januar 2004; Mitkonsekratoren waren Erzbischof Patricio Infante Alfonso und Erzbischof Ricardo Ezzati Andrello SDB.
Papst Franziskus ernannte ihn am 14. Mai 2013 zum Bischof von Temuco.
Héctor Vargas Bastidas war Großkanzler der Katholischen Universität von Temuco.